# 人民之声 (报纸)
《人民之声》（阿拉伯语：‎）是叙利亚的一份报纸，每半月发行一次。1937年，哈立德·巴格达什创办该报；1947年，停止发行；2001年，重新发行。目前，它是叙利亚共产党 (巴格达什派)中央委员会的机关报，其主编由叙利亚共产党 (巴格达什派)总书记阿马尔·巴格达什兼任。